# Allahyar Sayyadmanesh
Allahyar Sayyadmanesh (Perzisch: اللهیار صیادمنش) (Amol, 29 juni 2001) is een Iraans voetballer die bij voorkeur als vleugelspeler speelt. Hij tekende in 2024 voor KVC Westerlo.

## Clubcarrière
Fenerbahçe SK haalde Sayyadmanesh in 2019 weg bij Esteghlal. Hij werd verhuurd aan İstanbulspor, Zorja Loehansk en Hull City. In juli 2022 tekende de Iraans international definitief bij Hull City. In januari 2024 tekende hij een contract tot medio 2026 bij KVC Westerlo.

## Interlandcarrière
Op 6 juni 2019 debuteerde Sayyadmanesh voor Iran tegen Syrië als invaller voor Karim Ansarifard. Na negen minuten scoorde hij zijn eerste interlandtreffer. 